# 森崎博之のジャンジャンジャンプ
『森崎博之のジャンジャンジャンプ』（もりさきひろゆきのジャンジャンジャンプ）は、HBCラジオで毎週日曜日19:00 - 20:00に放送されていたラジオ番組。森崎博之の冠番組である。

## 概要
2013年12月まで放送されていた『大泉洋のサンサンサンデー』の後継番組として放送開始。当初の放送時間は毎週日曜日22:00 - 23:00（60分）。
番組コンセプトは「『ラジオで遊ぼう』が合言葉! リスナー参加型トークバラエティー!」。
基本的に録音放送だが、森崎のスケジュールの都合がつけば生放送となる。ただし、舞台の公演期間中など森崎がスタジオから出演できない場合は、森崎に電話を繋げて放送する。生放送の場合、HBCラジオ第3スタジオ設置のライブカメラ（通称：みるラジ）で放送中の模様を観ることができる。なお、2020年4月19日放送分から同年6月21日放送分までは、新型コロナウイルス感染拡大による緊急事態宣言を受け、アシスタントの谷川と番組スタッフのみHBCのスタジオに入り、森崎は自宅からのリモート出演で放送した。
2023年3月12日放送分にて、番組改編のため同月26日の放送をもって終了することを発表。
2023年3月26日、最終回放送。当日体調不良で欠席した岩田に代わり、谷川が半年ぶりにアシスタントとして出演。4月からの同枠新番組「オクラホマの日曜スピリッツ」のジングル収録も行われた。

## パーソナリティ

### メインパーソナリティ
- 森崎博之（TEAM NACS）（初回 - ）
演劇ユニット「TEAM NACS」のメンバーであり、同ユニットのリーダー。

#### 代役
- 小橋亜樹（2021年8月1日、森崎の新型コロナウイルス感染のため[3]）
- オクラホマ（河野真也、藤尾仁志）（2021年8月8日、同上[4]）
- 鈴井貴之（2022年2月20日、同上[5]）

### アシスタント
- 岩田雄二 （2022年10月2日 - 2023年3月19日）
森崎の所属事務所「CREATIVE OFFICE CUE」（以下、「OFFICE CUE」と表記）のスタッフ。
2022年8月28日放送分で、当時アシスタントを務めていた谷川登の代役として出演。その後、同年10月から谷川の後を引き継いでアシスタントを担当していた。
最終回当日は、体調不良のため欠席。番組に寄せたコメントを谷川が代読した。

#### 過去
- 白鳥雄介（NEXTAGE）（初回 - 2016年3月27日）
OFFICE CUE所属の演劇ユニット「NEXTAGE」の元メンバー。通称：焼鳥くん。番組公式サイトではコラムを連載していた[6]。
2016年3月末日をもってNEXTAGEを卒業し、OFFICE CUEを退社。それに伴い番組を卒業した。
- 長崎佑亮（NORD） （2017年1月8日 - 10月22日）
2017年1月8日放送分よりレギュラー出演。OFFICE CUE所属のグループ「NORD」のメンバー（※当時）。メンバー最年長ということで、森崎からは「NORDおじさん」と呼ばれている[注 1]。
2017年10月、足の怪我の治療に専念するため芸能活動休止。それに伴い、同年10月29日放送分以降番組を欠席。
その後、2020年4月末日をもってNORDを卒業し、OFFICE CUEを退社。
- 谷川登 （2015年4月26日 - 2022年9月25日、2023年3月26日） 
OFFICE CUEのスタッフで、着任当時は同コンテンツ部 課長。
森崎や他のTEAM NACSメンバー同様、北海学園大学演劇部の出身で、2002年の『TEAM NACS 約束公演「WAR〜戦い続けた兵たちの誇り〜」』には岩田、長谷と共に客演として出演している。
2022年9月、人事異動に伴いアシスタントを卒業。担当期間は7年5ヶ月となり、歴代アシスタントとしては最長である。
最終回である2023年3月26日放送分では、欠席した岩田に代わり、半年ぶりにアシスタントに復帰した。
- 長谷武（2019年12月1日 - 12月15日） 
臨時アシスタント。OFFICE CUEのスタッフ。
森崎が声帯の不調により話すことが困難となったため、森崎の筆談内容を代読する役として3週にわたり出演した。

## 放送時間
- 毎週日曜 19:00 - 20:00（2018年10月7日 - 2023年3月26日）[7]
  - 2020年8月16日はプロ野球のナイター中継のため、15:00 - 16:00に放送時間を変更。
  - 2021年7月4日はプロ野球のナイター中継のため、14:00 - 15:00に放送時間を変更。
  - 2021年7月11日、8月29日、9月5日はプロ野球のナイター中継のため、22:00 - 23:00に放送時間を変更。
  - 2022年9月25日、10月2日はプロ野球のナイター中継のため、14:30 - 15:30に放送時間を変更。

### 過去の放送時間
- 毎週日曜 22:00 - 23:00（2014年1月5日 - 2018年9月30日）
  - 2014年8月17日はプロ野球中継延長の為、番組休止。
  - 2016年10月23日は日本シリーズのナイター中継のため、13:00 - 14:00に放送時間を変更。

## オープニング・エンディング曲

### オープニング
- ブライアン・セッツァー・オーケストラ「Gettin' In The Mood」 - エンディング前のCM明けジングルでは同バンドの「Sexy,Sexy」を使用。

### エンディング
- ストレイ・キャッツ「Stray Cat Strut」 (2014年3月9日 - 2023年3月26日)
  - Chima「帰り道」(2014年1月5日 - 2014年1月26日)
  - Chima「PUSH ME」(2014年2月2日 - 2014年2月23日)
  - Jake stone garage 「秘密」(2014年3月2日)

## スタッフ

### 2021年4月現在
- 佐々木みなみ（2014年4月 - 2023年3月26日）
ディレクター（放送開始当初はアシスタントディレクター）。通称：みなみちゃん。2014年5月25日放送分の「卑猥語バトル」のメール読みで番組初出演。その時のメール読みの上手さから「プロ佐々木」と命名される。2014年7月より、マサイから引き継いで当番組の公式Twitterを運営している[8]。
2023年3月12日放送分で結婚を発表。森崎が証人となり、婚姻届にサインをする模様が放送された。
- 壁地さん（2016年4月 - 不定期）
アシスタントディレクター。通称：べっちー。2016年6月12日放送分では、佐々木が他番組の放送で不在だったため、当番組の録音を担当。以降、不定期で当番組を担当している。

### 過去
- マサイ （初回 - 2014年6月）
サブディレクター兼ミキサー。『大泉洋のサンサンサンデー』から引き続いて担当。当番組の公式Twitterも運営していた。
2014年6月29日放送分をもって卒業[9]。
- 氏家誠一（初回 - 2020年9月）
チーフディレクター。HBCメディアクリエート所属。通称：ジーコ氏家。『大泉洋のサンサンサンデー』から引き続いて担当。2014年4月13日放送分では、みるラジで顔出しし、2018年11月4日放送分では番組ゲストとして出演した。
部署異動のため、2020年9月28日放送分をもって卒業。
最終回である2023年3月26日放送分には、再びゲスト出演を果たした。

## ジングル
当番組のジングルはエンディング前を除き、森崎と谷川の番組内でのトークに佐々木が編集を加えたものを使用。また、年に１・2回の間隔で、リスナーが考えたシチュエーションや童謡・ヒット曲の替え歌を森崎と谷川が紹介し、番組内でジングルを制作する「ジングル祭り」が行われている。ジングルの内容は森崎の顔や声の大きさ、谷川のメール読みの噛む頻度をいじったものが多い。

## ゲスト
太字はCREATIVE OFFICE CUE所属タレント（ゲスト出演当時）。
- NEXTAGE（2014年3月30日、2015年3月22日 - 4月5日、2017年1月22日）
- イレブンナイン（小島達子、江田由紀浩）、河野真也（オクラホマ）（2014年5月4日）
- 大森俊治（2014年6月1日）
- CREATIVE OFFICE CUEスタッフ6名、テツヤ（月光グリーン）、Chima（2014年6月29日）
- Chima（2014年6月29日、2015年2月22日、2016年3月6日、2017年3月5日、12月24日、2019年6月30日、2020年1月5日、10月25日、2021年3月7日、10月24日）
- 小橋亜樹、中野智樹（2014年7月20日）[注 2]
- 苗穂聖ロイヤル歌劇団（江田由紀浩、J、川尻恵太）（2014年8月17日[注 3]、2014年8月24日）
- オクラホマ（2014年8月31日、2015年9月20日、2015年9月27日、2016年1月3日、2016年1月17日、2016年12月25日、2017年1月1日、2019年9月1日）
- 綾野ましろ（2014年10月19日、2015年4月19日、2015年8月23日、2016年1月3日、2017年6月18日、2018年1月14日、2018年6月17日、2018年10月28日）
- 川尻恵太（2015年5月17日）
- 笠原瑠斗（2015年6月7日）
- J（2015年7月12日）
- 白鳥雄介の母（2015年8月30日）
- 鈴井貴之、安田顕（TEAM NACS）（2016年1月3日）[注 4]
- Chima、北川久仁子（2016年1月10日・2016年1月17日）
- 上地春奈（2016年2月7日）
- 多田直人（キャラメルボックス）（2016年3月20日）
- 江田由紀浩（2016年4月10日）
- TEAM NACS
  - 大泉洋（2016年4月17日、2019年1月27日、2020年9月28日）[注 5]
  - 音尾琢真（2021年4月25日・5月2日）[注 6]
- 金井憧れ（HBCアナウンサー ※当時）（2016年4月24日、7月3日、12月25日）
- 稲田博（劇団イナダ組）、藤村忠寿（HTBディレクター）（2016年5月8日、2017年4月23日、2018年6月3日）
- NAOTO（2016年7月17日、2017年7月23日)
- 塚田弘幸[注 7]（2016年7月31日）
- 都倉賢（2016年10月16日）
- NORD[注 8]
  - 長崎佑亮（2016年12月18日）→ 翌2017年1月より番組レギュラー。
  - 舟木健（2017年3月19日、2020年12月20日、2021年5月30日、6月27日、2022年12月25日）
  - 安保卓城（2016年12月18日、2020年10月18日、2021年5月30日）
  - 島太星（2019年7月14日、2020年12月20日、2021年5月30日）
  - 瀧原光（2018年9月16日、12月16日、2019年1月13日、2020年10月18日、2021年5月30日）
- オクラホマ、NEXTAGE（戸澤亮、佐藤亮太)（2016年12月25日・2017年1月1日）
- 戸田耕陽、赤谷翔次郎、NEXTAGE（田中温子、戸澤亮）（2017年1月22日）
- 森結有花（HBCアナウンサー）（2017年4月9日）
- 竹森巧（アップダウン）（2017年6月4日）
- 戸澤亮（NEXTAGE）（2017年6月11日、11月5日、2021年1月10日）
- 戸澤亮（NEXTAGE）、藤尾仁志（オクラホマ）、Chima（2017年12月24日）
- 安田顕（TEAM NACS）、NAOTO[注 9]（2018年4月1日）
- 東李苑（2018年6月10日、8月26日）
- 小橋亜樹（2018年7月15日、2019年4月28日、2020年10月11日、2021年8月1日[注 10]）
- 氏家誠一（2018年11月4日、2023年3月26日）
- 月光グリーン（テツヤ、ミツヒコ）（2018年12月9日、2019年11月10日）
- nonoc、安田顕（TEAM NACS）（2019年2月24日）
- 伊勢昇平（2019年6月30日）
- Rihwa（2019年7月7日）
- nonoc（2020年8月30日、2021年2月28日）
- 半﨑美子（2020年9月13日）
- ととのえ親方（2020年11月1日）
- 大泉洋（TEAM NACS）、マギー、松倉良子[注 11]（2021年4月4日）